# 米拉蒙特 (加利福尼亞州文圖拉縣)
米拉蒙特（英語：Mira Monte）是位於美國加利福尼亞州文圖拉縣的一個人口普查指定地區。

## 地理
米拉蒙特的座標為34°25′39″N 119°17′27″W / 34.42750°N 119.29083°W，而該地最高點為海拔高度196米（即643英尺）。

## 人口
根據2010年美國人口普查的數據，米拉蒙特的面積為11.881平方千米，當中陸地面積為11.837平方千米，而水域面積為0.044平方千米。當地共有人口6854人，而人口密度為每平方千米576人。